# Reem Bassiouney
Reem Bassiouney (en árabe: ريم بسيونى‎ Rīm Basyūni; 6 de marzo de 1973) es una escritora y docente de sociolingüística, en la actualidad impartiendo clases de la material en la Universidad Americana de El Cairo. Ha escrito varias novelas y relatos cortos y ganó en el año 2009 el Premio Cultural Sawiris otorgado por la fundación literaria del mismo nombre en la categoría de mejor novelista joven por su obra literaria Dr. Hanaa de 2008. Aunque gran parte de su ficción aún no se ha traducido al inglés, su novela The Pistachio Seller (El vendedor de pistachos) fue publicada por la editorial de la Universidad de Syracuse en 2009.

## Educación y carrera
Reem Bassiouney nació en Alejandría en 1973. Ingresó en la secundaria para señoritas de El Nasr y estudió Literatura Inglesa en la Universidad de Alejandría. Tras su graduación inició una especialización en lingüística en la Universidad de Oxford, donde se convirtió en miembro del Somerville College. Obtuvo su doctorado en la Universidad de Oxford y trabajó por un breve periodo de tiempo en el Reino Unido, antes de trasladarse a los Estados Unidos, donde se convirtió en docente de lingüística de la Universidad de Utah. De allí se trasladó a la Universidad de Georgetown y finalmente se mudó a su Egipto natal para impartir clases de sociolingüística en la Universidad Americana en El Cairo en 2013.

### Ficción
- The Smell of the Sea, 2005. رائحة البحر[4]
- The Pistachio Seller, 2007. بائع الفستق.[5] Traducción al inglés, 2009.[6]
- Dr. Hanaa, 2008. دكتورة هناء.[7] Ganadora del Premio Cultural Sawiris en 2009. Traducción al inglés, 2011.[8]
- Love, Arab style, 2009. الحب على الطريقة العربية[9]
- Wonderful things, 2010. أشياء رائعة[10]

### Obras académicas
- Language and identity in modern Egypt, 2014.[11]
- Arabic language and linguistics, 2012. (volumen editado)[12]
- Arabic and the Media: Linguistic Analyses and Applications 2010. (volumen editado)[13]
- Arabic Sociolinguistics, 2009.[14]
- Functions of Code-Switching in Egypt, 2006.[15]